# Göran Malmqvist

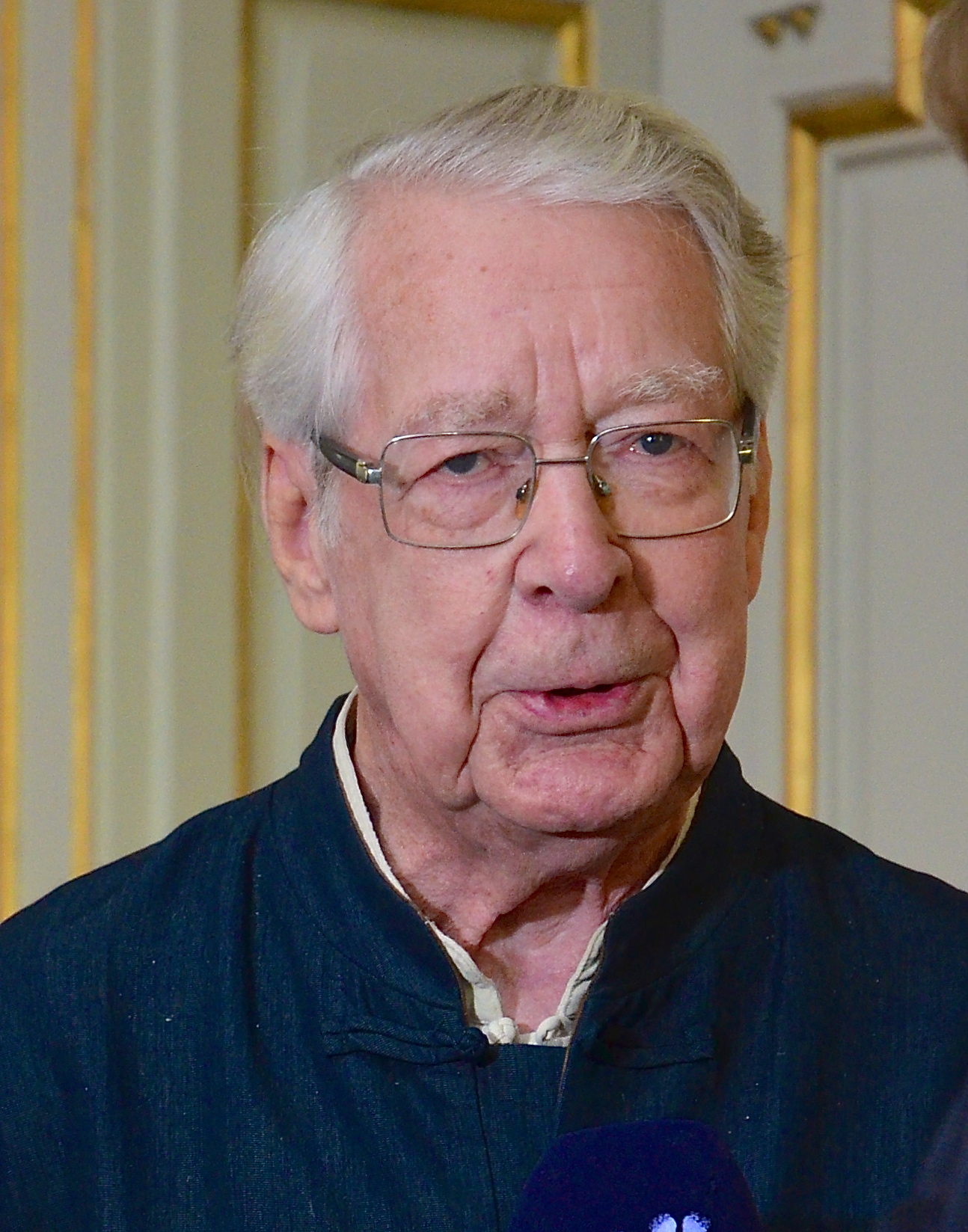
Göran Malmqvist am 11. Oktober 2012 in Börshuset, Stockholm

Nils Göran David Malmqvist (Aussprache [ˌʝœːɹan ˈmalːmkvist], * 6. Juni 1924 in Jönköping; † 18. Oktober 2019) war ein schwedischer Sprachwissenschaftler, Historiker, Sinologe, Übersetzer und seit 1985 Mitglied der Svenska Akademien.

## Leben
Malmqvist studierte an der Universität Stockholm bei Bernhard Karlgren Sinologie. Nach drei Jahren Studium in China (1948 bis 1950) legte er 1951 in Stockholm das Lizenziat ab. Von 1953 bis 1955 war er Dozent für Sinologie an der University of London, anschließend war er schwedischer Kulturattaché in Peking. 1958 ging er als Dozent an die Australian National University in Canberra, wo er 1961 zum Professor ernannt wurde. 1965 folgte Malmqvist einem Ruf der Universität Stockholm zum Professor der chinesischen Sprache und Kultur. Seit 1988 war er ordentliches Mitglied der Academia Europaea.
Malmqvist veröffentlichte grundlegende Studien zur chinesischen Grammatik, Phonologie, Sprachgeschichte und Sprachtypologie.